# ریچموند (آرکانزاس)
ریچموند (به انگلیسی: Richmond) یک منطقهٔ مسکونی در ایالات متحده آمریکا است که در شهرستان لیدل ریور، آرکانزاس واقع شده‌است. ریچموند ۹۹٫۹۸ متر بالاتر از سطح دریا واقع شده‌است.